# Kralj (televizijska serija)
Kralj (tal. Il re) talijanska je televizijska serija autora Giuseppe Gagliardia.
Serija prati Brunu Testorija, direktora zatvora "San Michele", koji je potresen ubojstvom njegovog kolege i prijatelja Nicole Iaccarina.

## Pregled serije
Serija je emitirana na talijanskom Skyju 18. ožujka 2022., dok u Hrvatskoj je premijerno puštena 15. srpnja na streaming servisu Pickbox Now, a od 8. kolovoza se emitira na Pickbox TV programu.
| Sezona | Epizoda | Datum Italija                       | Datum Pickbox NOW | Datum Pickbox TV                       |
| ------ | ------- | ----------------------------------- | ----------------- | -------------------------------------- |
| 1.     | 8       | 18. ožujka 2022. – 8. travnja 2022. | 15. srpnja 2022.  | 8. kolovoza 2022. – 18. kolovoza 2022. |
| 2.     | 8       | 12. travnja                         |                   |                                        |

## Glumačka postava

### Glavni
- Luca Zingaretti kao Bruno Testori: diretkor zatvora San Michele.
- Isabella Ragonese kao Sonia Massini: zatvorska agentica.
- Anna Bonaiuto kao Laura Lombardo: javna tužiteljica.
- Barbora Bobuľová kao Gloria: Brunova bivša supruga.
- Giorgio Colangeli kao Nicola Iaccarino: zatvorski upravitelj.

### Sporedni
- Alessandro Gazale kao Davide Piras: Testorijev najpouzdaniji agent.
- Ivan Franek kao Miroslav Lackovic: Bivši srbijanski trgovac drogom, upravlja drogom unutar zatvora.
- Ahmed Hafiene kao Amir: Imam, zatvorenik.
- Aram Kian kao Bilal: muslimanski pritvorenik.
- Antonio Gargiulo kao Iorio: agent koji zna arapski i prevodi muslimanske govore za Testorija.
- Alida Baldari Calabria kao Adele: kći Bruna i Glorije
- Anna Ferruzzo kao Angela: Iaccarinova supruga.
- Salvatore Striano kao Aniello: zatvorenik blikaz Testoriju.
- Hossein Taheri kao Ibrahim Fatah: Muslimanski posrednik koji surađuje s Testorijem.
- Gianmaria Martini kao Carlo: Jedan od talijanskih zatvorenika.

## Vanjske poveznice
- Kralj u internetskoj bazi filmova IMDb-a